# Gazella arabica
Espèce
Statut de conservation UICN

 VU C2a(i) : Vulnérable
La Gazelle d'Arabie (Gazella arabica) est une espèce de mammifère artiodactyles de la famille des Bovidés. 

## Liste des sous-espèces
Selon Catalogue of Life (20 septembre 2017) :
- sous-espèce Gazella arabica arabica (Lichtenstein, 1827)
- sous-espèce Gazella arabica bilkis Groves & Lay, 1985